# آرنه سالووارا
آرنه سالووارا (فنلاندی: Aarne Salovaara; ۲۵ دسامبر ۱۸۸۷ – ۱۱ سپتامبر ۱۹۴۵) ژیمناست اهل فنلاند بود.